# Phil Upchurch
Phil Upchurch (Chicago, 1941. július 19. –) amerikai amerikai rhythm and blues-, rockgitáros; és basszusgitáros.

## Pályafutása
Phil Upchurch olyan R&B zenekarokban kezdte karrierjét, mint a The Kool Gents, a The Dells és a The Spaniels, aztán 1961-ben megalapította saját zenekarát, amellyel felvették a „You Can't Sit Down” című slágert, és a 30. helyet érték vele el az amerikai slágerlistákon. A zenekarnak Cornell Muldrow, orgonista, David Brooks, szaxofonos, Mac Johnson, trombitás és Joe Hoddrick, dobos voltak tagjai.
Upchurch keresett zenész volt Bo Diddley, Muddy Waters, Jimmy Reed és Howlin' Wolf lemezein is.
Az 1970-es években főleg különféle fúziós albumokon vett részt. Az 1980-as, 90-es években Joey DeFrancescoval, Red Holloway-el, Chaka Khannal, Booker T. Jones-szal, Leroy Hutsonnal, John Klemmerrel, Jack McDuffal, Carmen McRae-vel, John Pisanoval, David Sanbornnal, Jimmy Smith-szel és Michael Jacksonnal dolgozott.

## Albumok
- You Can’t Sit Down (1961)
- You Can’t Sit Down, Part Two (1961)
- Twist the Big Hit Dances (1961)
- Feeling Blue (1968)
- Upchurch (1968)
- The Way I Feel (1969)
- Darkness, Darkness (1972)
- Lovin’ Feelin’ (1973)
- Upchurch Tennyson (1975)
- Phil Upchurch (1978)
- Revelation (1982)
- Name of the Game (1983, and Marlena Shaw)
- Companions (Paladin 1985)
- L.A. Jazz Quintet (1986)
- All I Want (1991)
- Whatever Happened to the Blues ( & Clyde Stubblefield, Fred Wesley, James Van Buren, Jevetta Steele, Lenny Castro, Les McCann, Maceo Parker, Pee Wee Ellis, Pops Staples, Rosie Gaines (1992)
- Love Is Strange (1995, and Chaka Khan, Mavis Staples, Ben Sidran und Bob Malach)
- Whatever Happened to the Blues? (1997)
- Rhapsody & Blues (1999)
- Tell the Truth! (2001)

## Díjak
- 1997: Pioneer Award (Rhythm and Blues Foundation)[2]

## Fordítás
Ez a szócikk részben vagy egészben  a   Phil Upchurch című német Wikipédia-szócikk ezen változatának fordításán alapul.  Az eredeti cikk szerkesztőit annak laptörténete sorolja fel. Ez a jelzés csupán a megfogalmazás eredetét és a szerzői jogokat jelzi, nem szolgál a cikkben szereplő információk forrásmegjelöléseként.